# یوسیگلانو
یوسیگلانو (به ایتالیایی: Usigliano) یک منطقهٔ مسکونی در ایتالیا است که در Casciana Terme Lari واقع شده‌است. یوسیگلانو ۲۰۴ نفر جمعیت دارد و ۱۵۰ متر بالاتر از سطح دریا واقع شده‌است.